# 마리오 안드레티

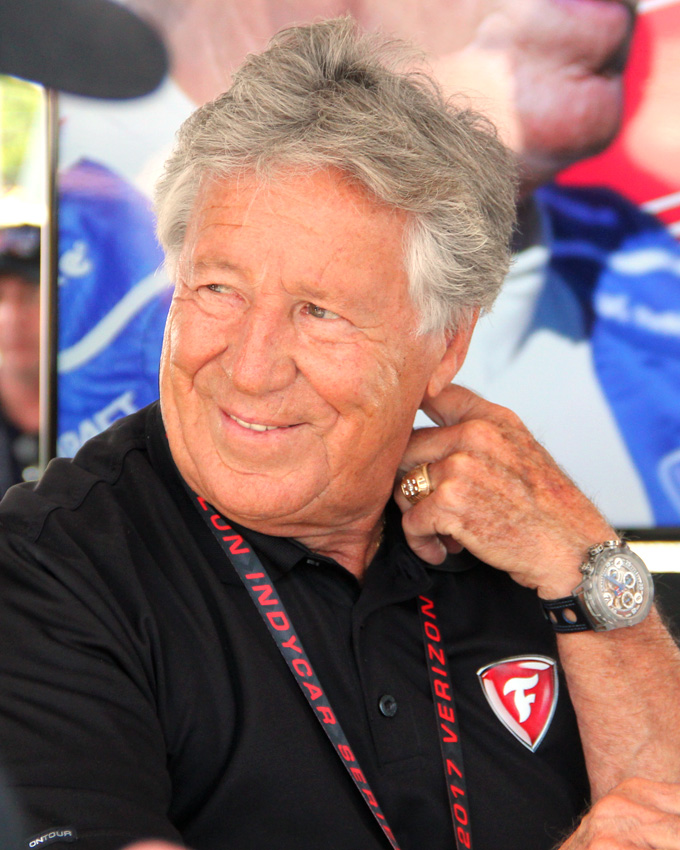
마리오 안드레티 (2017년)

매리오 앤드레티(Mario Andretti 마리오 안드레티[*], Commendatore OMRI}}, 1940년 2월 28일 ~ )는 미국의 레이싱 드라이버이다. 1978년 F1 월드 챔피언이 되었고, 인디카에서도 4번 우승했다. 인디 500, 데이토나 500과 F1 챔피언을 모두 획득한 유일한 드라이버 출신이다. 2000년 국제 모터스포츠 명예의 전당에 헌액되었다.

## 서훈
- 2006년 이탈리아 공화국 공로장 3등급(Commendatore OMRI)[1]